# Ekoturistika
Ekoturistika je spojení pojmů turistika a ekologie. Jedná se o turistiku zaměřenou na poznávání přírodních oblastí a chráněných území, a to s ohledem na místní obyvatele a životní prostředí. Bohatství, které daný region díky ekoturistům získává, má tedy pomáhat chránit původní ráz tamní přírody i lidské komunity. Ze své podstaty nemůže být ekoturistika masovou záležitostí, protože masová turistika s sebou většinou nese poškozování životního prostředí i rychlou změnu způsobu života místních obyvatel.
V rámci Organizace spojených národů má ekoturistiku a její pravidla na starosti Program OSN pro životní prostředí.
Ekoturistika s sebou nese i negativní jevy, jako zatěžování životního prostředí dálkovou dopravou, především leteckou, při cestování do vzdálených lokací a změnu chování místních obyvatel díky přizpůsobování se turistům a jejich potřebám.